# Raffles City Chongqing
Raffles City Chongqing est un complexe de huit bâtiments situé en Chine à Chongqing dans le district de Yuzhong. Inauguré en 2019, il est développé par le promoteur immobilier singapourien CapitaLand et construit par China Construction Third Engineering Bureau Group Co. Ltd. Le projet est conçu par l'architecte israélo-canadien Moshe Safdie, qui a également conçu le Marina Bay Sands de Singapour d'aspect similaire. Il s'inspire des voiliers chinois et rend hommage au passé historique de Chongqing en tant que centre de commerce maritime.
Le complexe dispose d'une passerelle panoramique de 300 mètres de long appelée « Crystal » qui relie le sommet de quatre des gratte-ciel. Il s'agit de la deuxième plus haute du monde après celle du Kingdom Centre de Riyad en Arabie saoudite. L'ensemble du projet comprend huit tours d'une superficie totale de 817 000 m². Il occupe l'emplacement d'un ancien terminal passagers de 32 étages et d'un hôtel construits en 1996 et démolis le 30 août 2012.

## Chronologie
La construction commence vers 2013. En février 2019, les structures sont terminées et l'intérieur est en cours de finition.

## Description
Raffles City Chongqing se compose de huit gratte-ciel situés sur un site couvrant 9,2 hectares, dans le district de Yuzhong, à la pointe de la péninsule où les fleuves Yangtsé et Jialing se rencontrent.
Au sommet de quatre des tours de 250 mètres de haut se trouve une passerelle fermée appelée « Crystal ». Deux tours de 350 mètres de haut y sont reliées, chacune par un pont en porte-à-faux. Deux autres tours de 250 mètres de haut sont adjacentes à ces six tours.
Le projet comprend 1,12 million m² d'espace, dont 817 000 m² de surface utile et comprend 150 000 m² de bureaux et 1 400 logements, un hôtel, un centre commercial de 235 000 m² et des jardins,.
Les bâtiments sont en béton armé avec des colonnes en acier encastrées dans du béton et un plancher en acier. La hauteur jusqu'au sommet est de 354,5 mètres avec 78 étages au-dessus du sol et 3 en sous-sol.

## La passerelle «Crystal»
« Crystal » est une passerelle horizontale fermée de 300 mètres de long qui se trouve au sommet de quatre des bâtiments. Elle mesure 32,5 m de large et 26,5 m de haut. Elle détient le record de la plus haute passerelle du monde reliant le plus grand nombre de tours. L'extérieur se compose d'environ 3 000 panneaux de verre et de près de 5 000 panneaux d'aluminium. Elle est construite en neuf parties. Quatre sont construites au sommet des tours et trois parties centrales ont été préfabriquées et soulevées du sol puis installées.
Au sein de la passerelle, il y a deux piscines, des restaurants, une galerie, des jardins et un point panoramique.

## Galerie

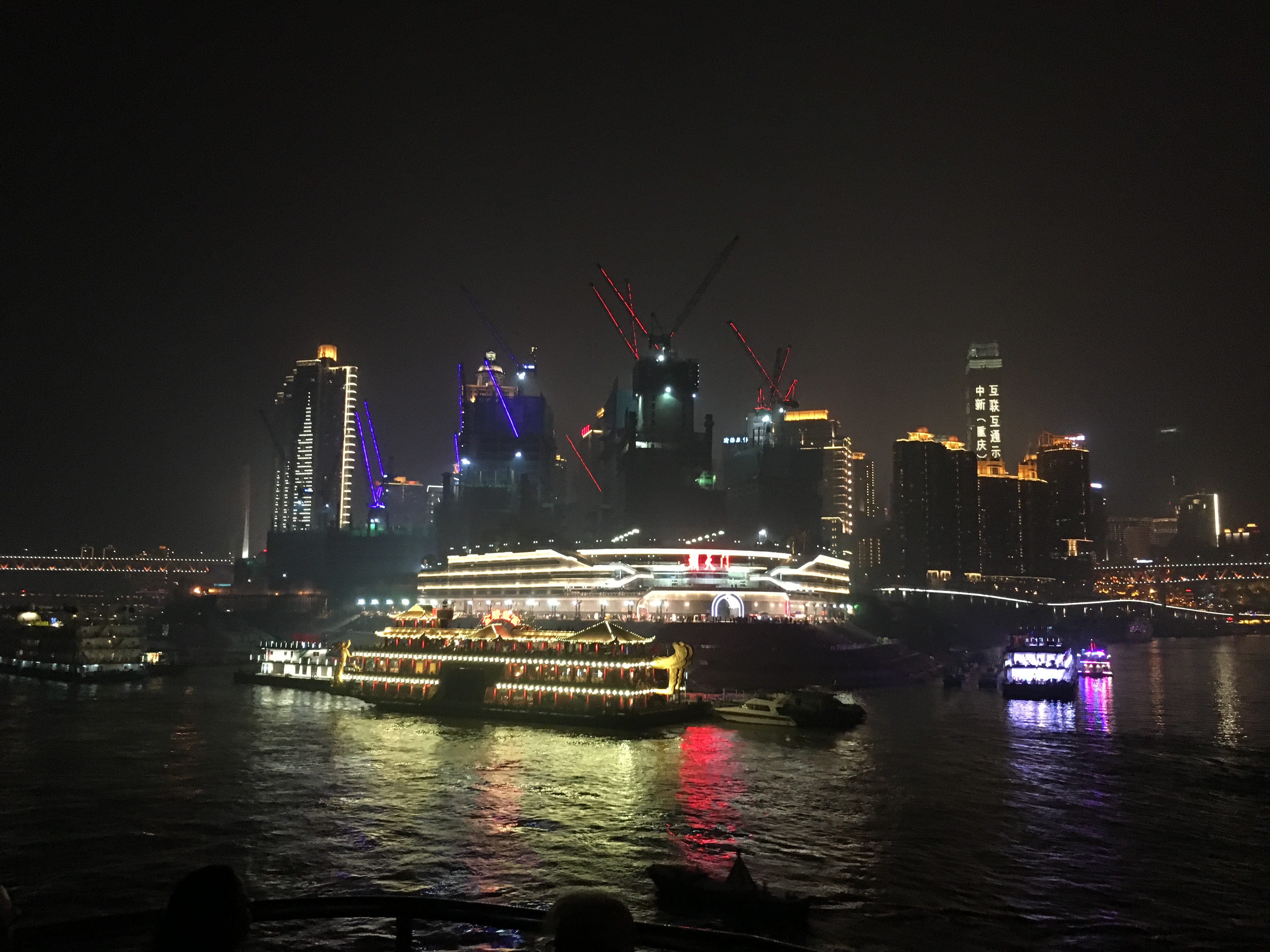
Septembre 2016
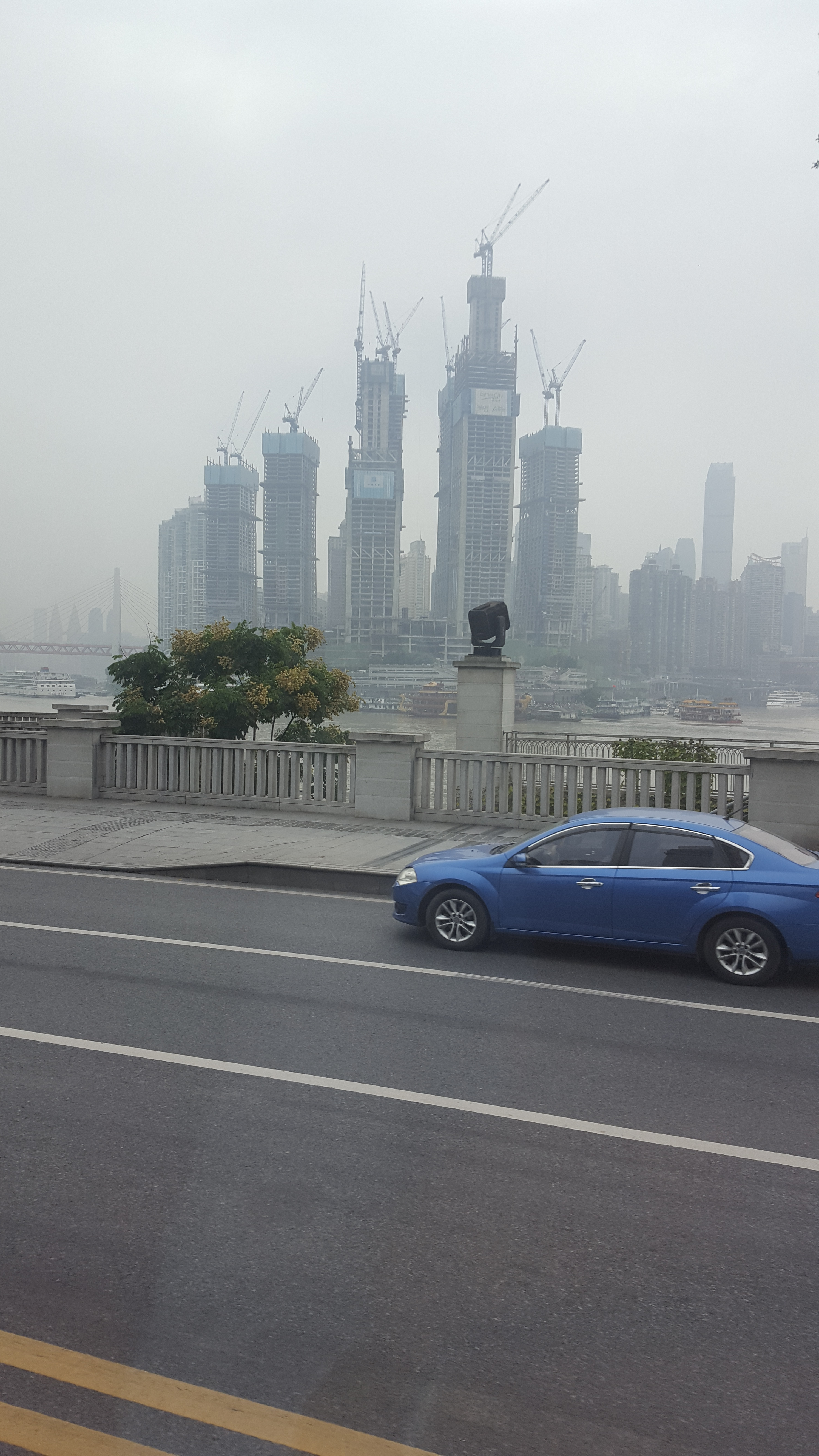
Juillet 2017
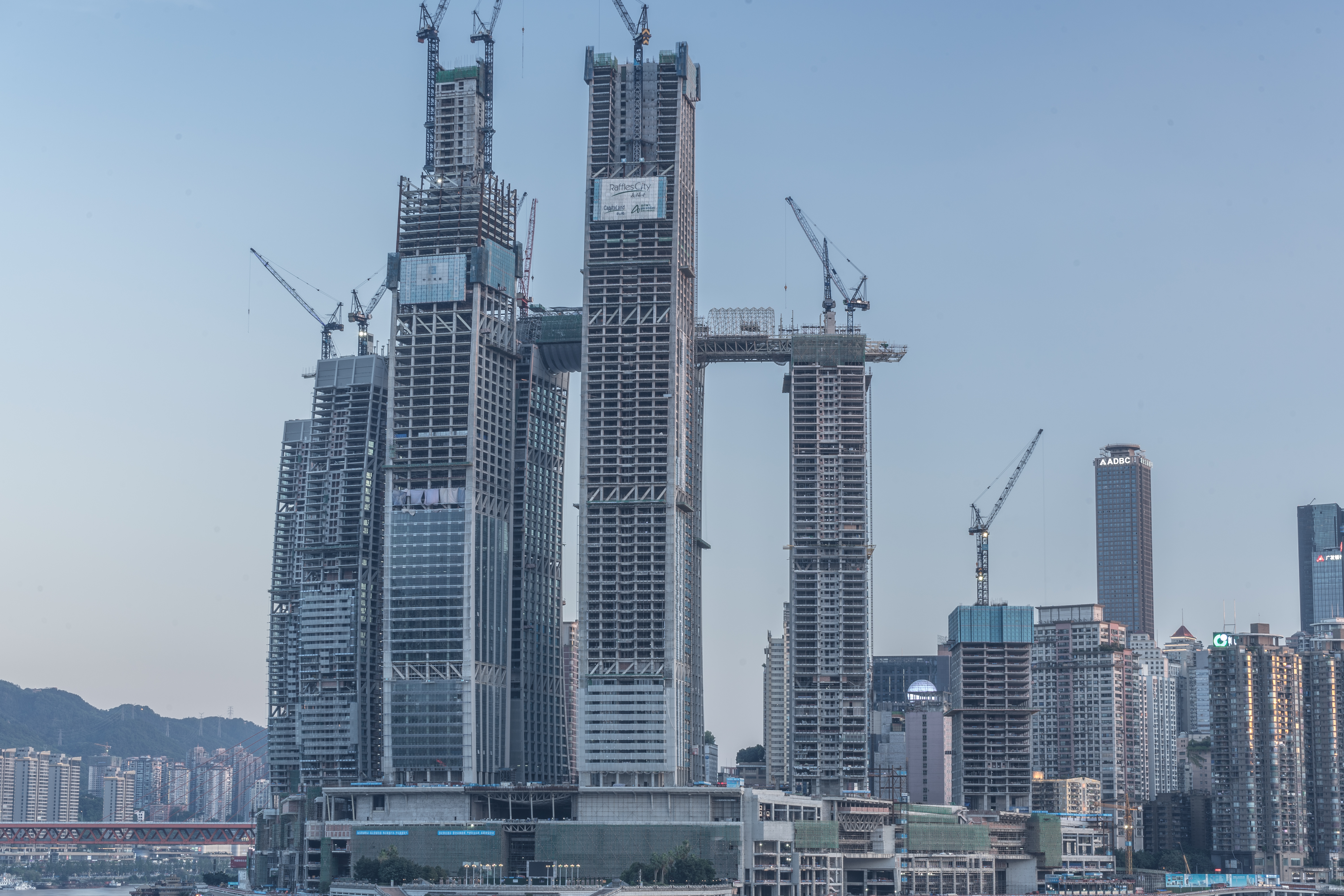
Juillet 2018
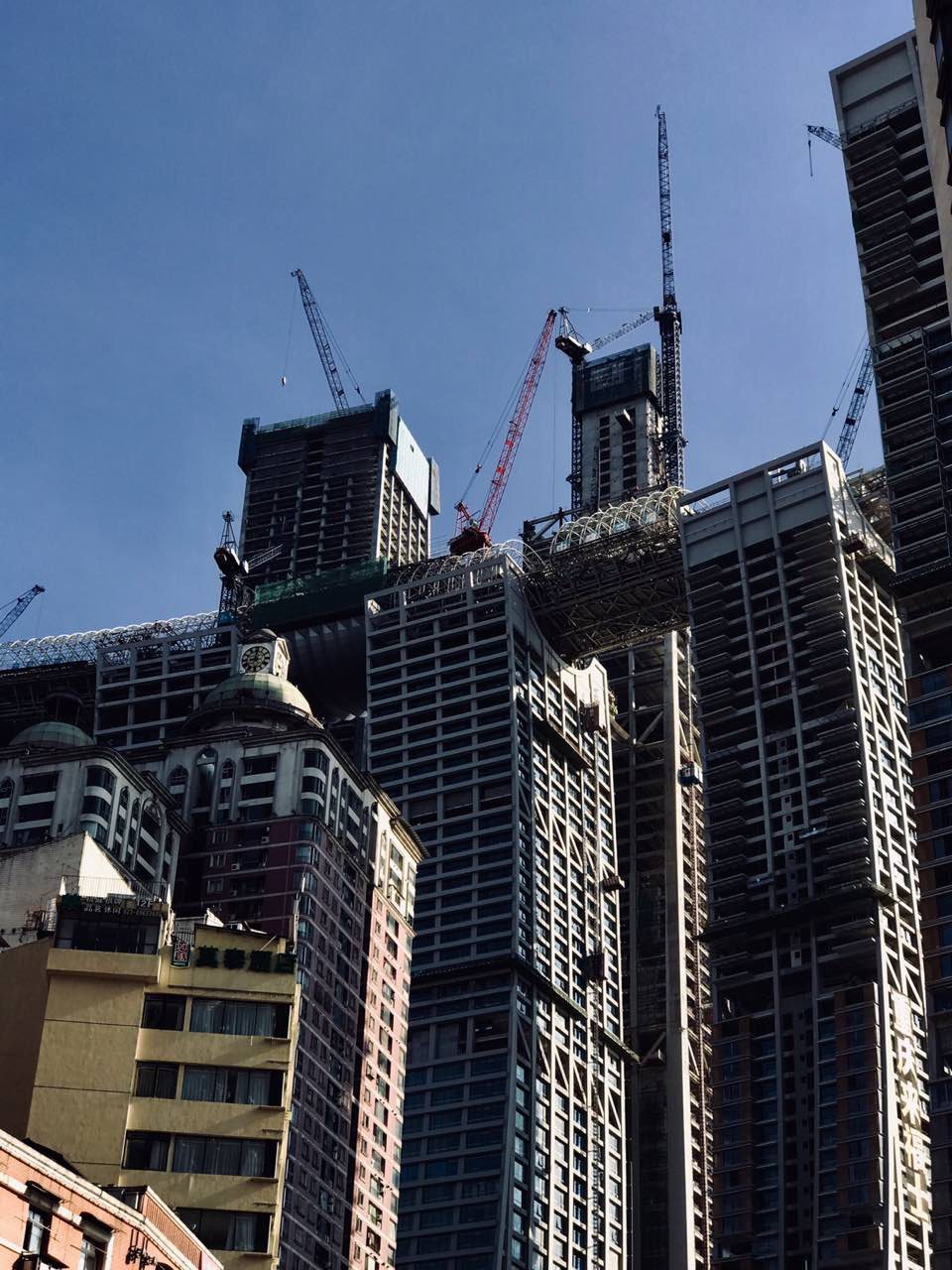
Juillet 2018
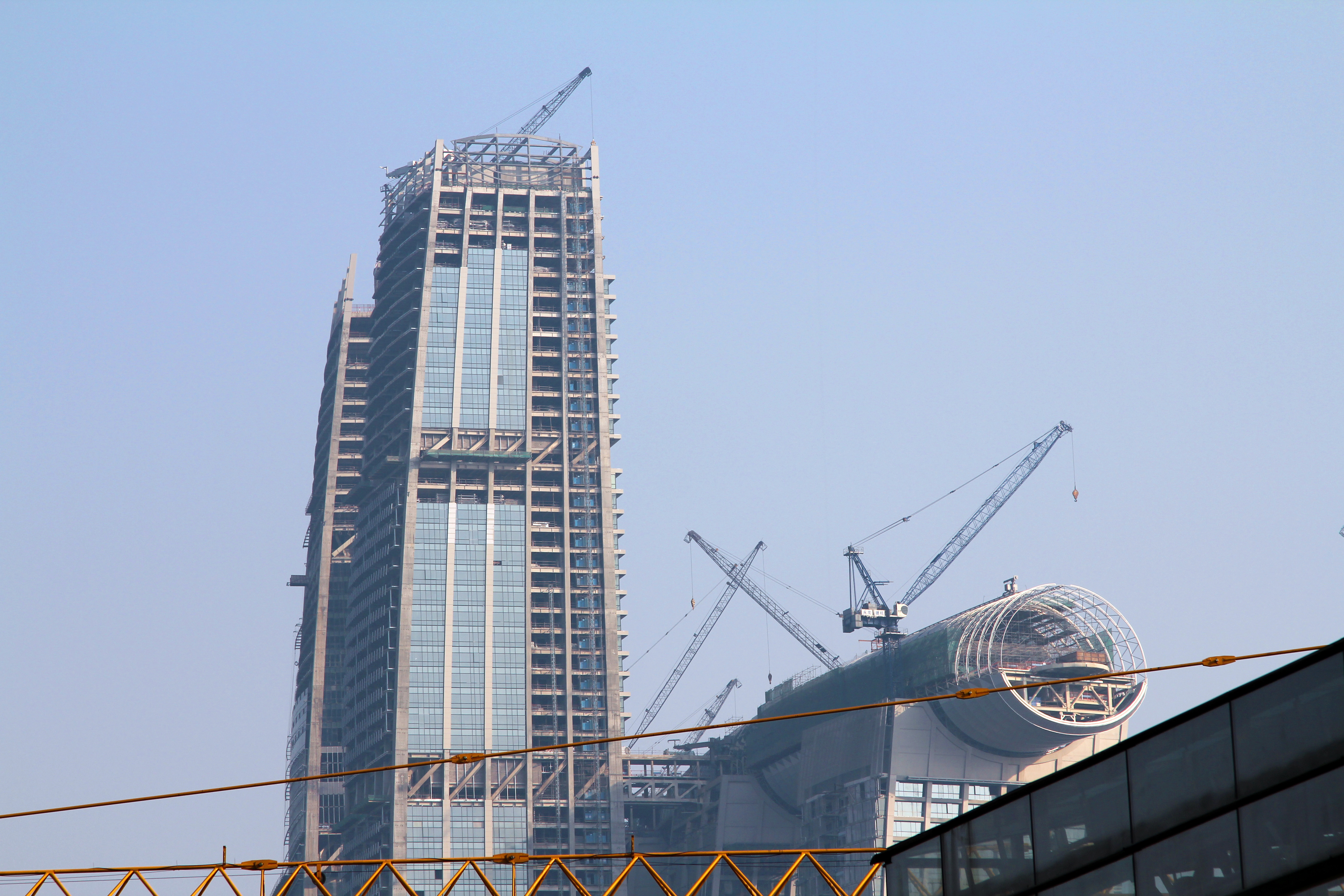
Février 2019
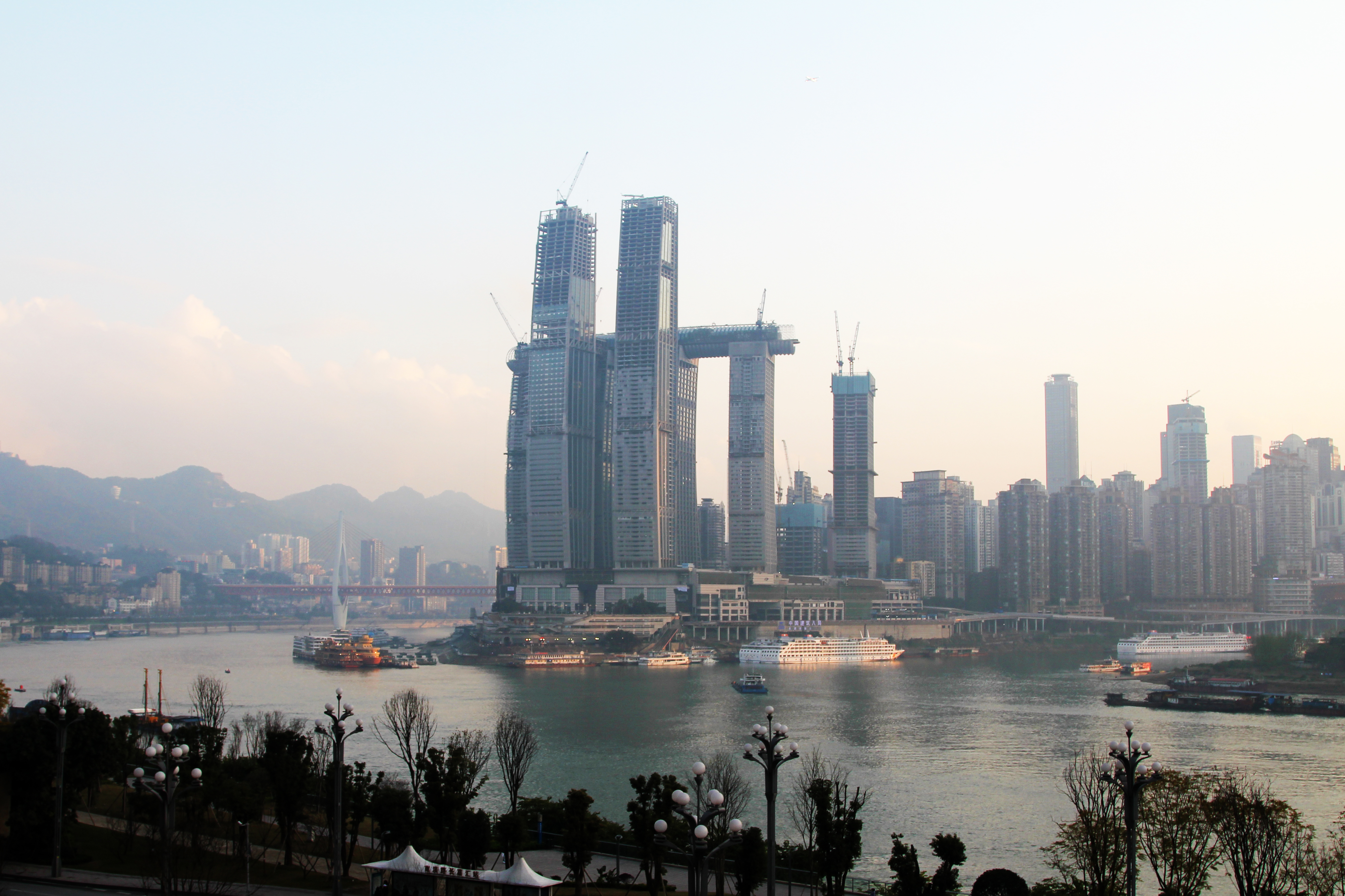
Février 2019
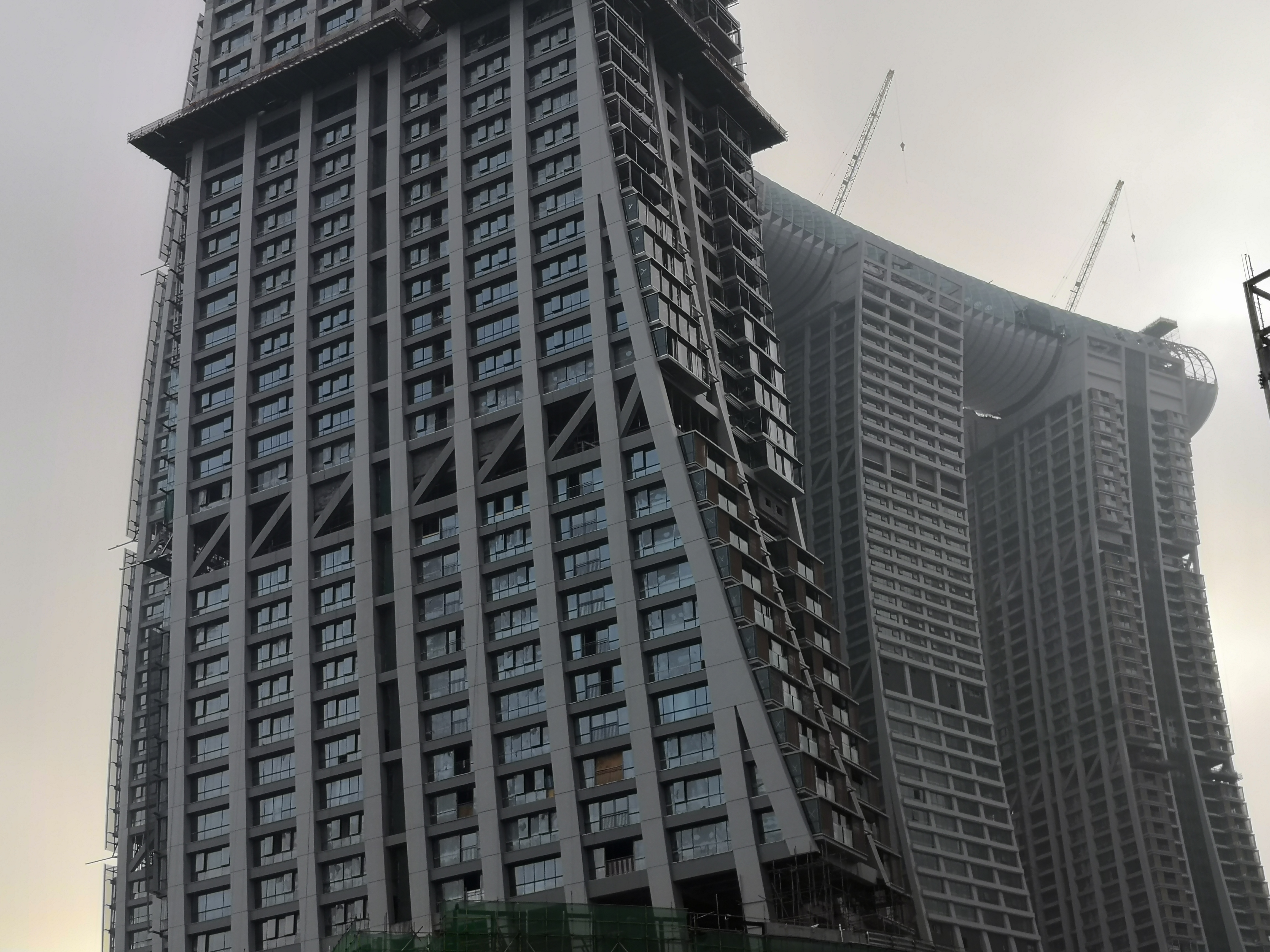
Mai 2019
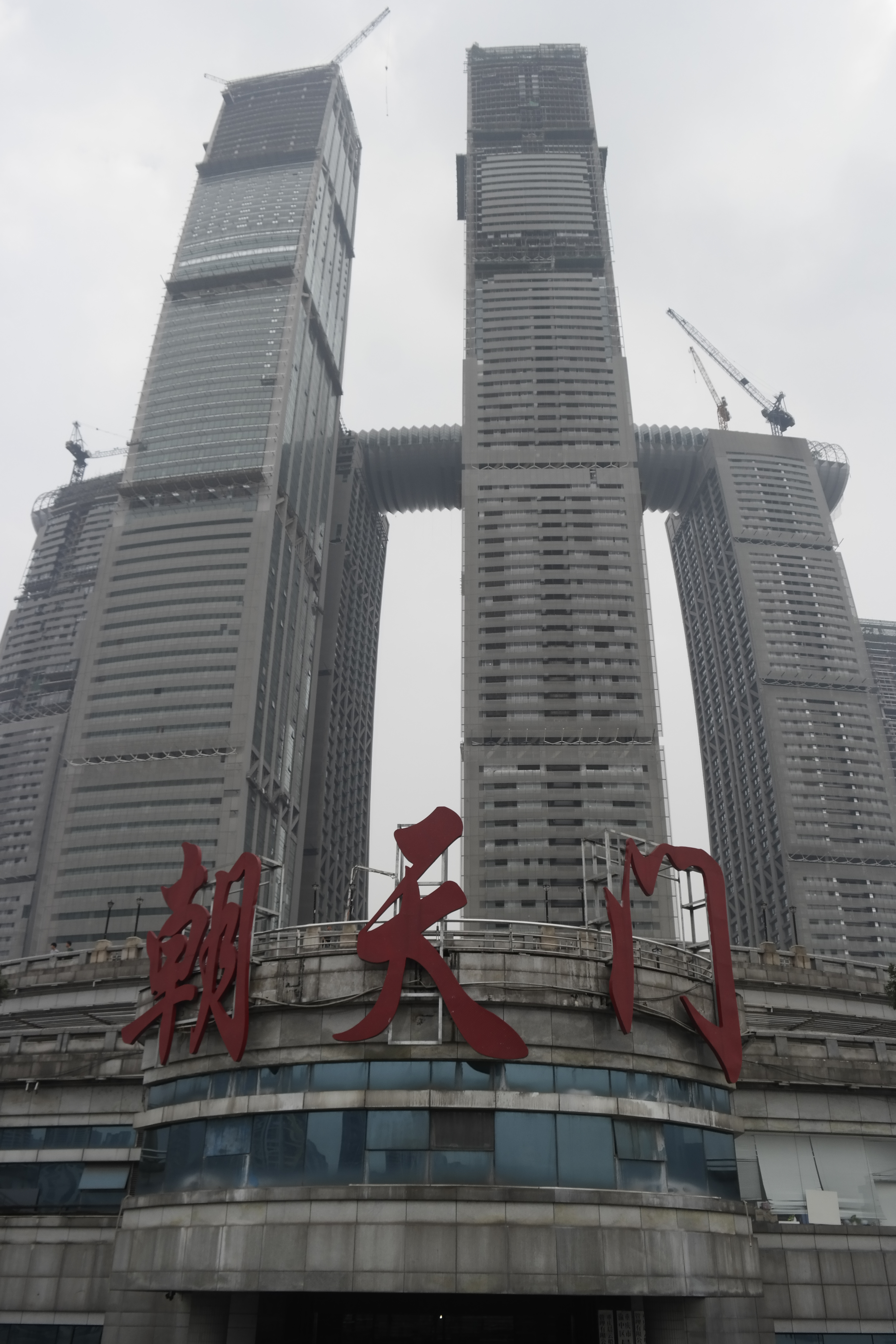
Mai 2019